# Korona cesarska Napoleona I

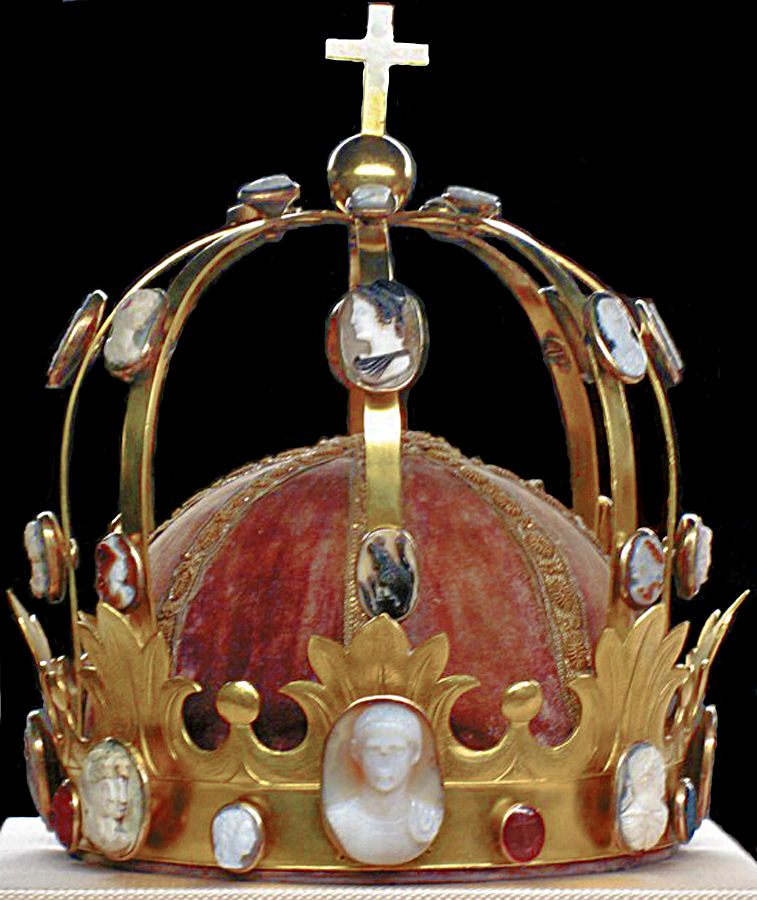
Korona cesarska Napoleona I

Koronacja Napoleona – obraz Jacques’a-Louis Davida z 1806

Korona cesarska Napoleona I (tzw. Korona Karola Wielkiego) – korona cesarska wykonana w 1804 na koronację Napoleona I w katedrze Notre-Dame w Paryżu.

## Historia
Korona została wykonana przez nadwornego złotnika cesarza Francuzów, Martina-Guillaume’a Biennais. Wzorowana była na średniowiecznej koronie koronacyjnej królów Francji zwanej Koroną Karola Wielkiego, która uległa zniszczeniu podczas rewolucji francuskiej oraz na antycznych diademach cesarzy rzymskich. Koronę ozdobiono kamieniami szlachetnymi z dawnego skarbca królewskiego oraz antycznymi kameami. 
Podczas koronacji cesarskiej 2 grudnia 1804 w Paryżu cesarz Napoleon I sam nałożył ją sobie na głowę, symbolizując tym swoją suwerenność oraz niezależność od woli papieża.
W 1819 po upadku Cesarstwa Francuskiego mimo akcji zniszczenia klejnotów napoleońskich insygnium uniknęło przetopienia. W 1885 po upadku II Cesarstwa ponownie uniknęła zniszczenia i nie została wykorzystana do spłaty kontrybucji wojennych jakie Francja ponosiła od 1871 wobec Cesarstwa Niemieckiego w wyniku pokoju frankfurckiego.
Obecnie korona cesarska Napoleona I przechowywana jest w Luwrze w Paryżu.